# Sneekweek 2010
De Sneekweek 2010 is de 75ste editie van dit zeilevenement en vond plaats van vrijdag 31 juli tot en met donderdag 6 augustus 2010.

## Zeilwedstrijden
De organisatie van de zeilwedstrijden op het Sneekermeer was in handen van de Koninklijke Watersportvereniging Sneek. Aan deze editie van de Sneekweek deden circa 1.000 boten mee, verdeeld over 41 wedstrijdklassen.

### Winnaars Sneekweek 2010
| ZT | Eenheidsklasse       | Zeilnummer | Naam, woonplaats , bemanningsleden                       | Land       |
| -- | -------------------- | ---------- | -------------------------------------------------------- | ---------- |
|    | 12-voetsjol          | 724        | Emiel Westerhof, Sneek, Annette Westerhof                | Nederland  |
|    | 16 m² - Gold         | 4328       | Thijs Kort, Drachten, Erik Kort                          | Nederland  |
|    | 16 m² - Silver       | 4244       | Jasper Rijks, Groningen, Wouter Westerhoff               | Nederland  |
|    | 2.4                  | BEL12      | Richard van Rij, Oostende                                | België     |
|    | 22 m²                | 10         | Pieter Kremer, Zuidwolde, Thijs Kremer, David Achterbos  | Nederland  |
|    | 29er                 | 121        | Annemiek Bekkering, Veghel, Kaj Bocker                   | Nederland  |
|    | 30 m²                | 36         | S.J. Wiersma, Hempens, Gerard Pol, Sybo Smeding          | Nederland  |
|    | Efsix                | 2055       | Remko Schardam, Maartensdijk, Marc Meijer                | Nederland  |
|    | Finnjol              | 922        | Roel van Olst, Weesp                                     | Nederland  |
|    | Flash                | 683        | Betty Gietema, Scharnegoutum                             | Nederland  |
|    | Flits A              | 10         | Jelle Fokkema, Bathmen, Hidde Fokkema                    | Nederland  |
|    | Flits B              | 18         | Damy Jansen, Foxhol, Steinar Timmenga                    | Nederland  |
|    | Flits C              | 1112       | Piethein Kraan, Sneek, Hannah Julia Rijk                 | Nederland  |
|    | G2                   | 37         | Bob Driessen, Overveen, Jaap Kroon                       | Nederland  |
|    | Lark                 | 142        | Harry Gierveld, Aadorp                                   | Nederland  |
|    | Laser                | 150595     | Tammo Oosterhof, Leeuwarden                              | Nederland  |
|    | Laser 2              | 10610      | Ralf Terheyden, Recklinghausen                           | Nederland  |
|    | Laser 4.7            | 187600     | Niels Broekhuizen, Kampen                                | Nederland  |
|    | Laser Master         | 171680     | Rik Wolters, Heemstede                                   | Nederland  |
|    | Laser Master Radiaal | 180602     | Henk Wittenberg, Oostzaan                                | Nederland  |
|    | Laser Radial         | 195230     | Thomas Slijkhuis, Paterswolde                            | Nederland  |
|    | Olympiajol           | NED651     | Wessel Kuik, Oudewater                                   | Nederland  |
|    | Optimist A           | 2883       | Bart Lambriex, Elahuizen                                 | Nederland  |
|    | Optimist B           | 2963       | Erwin Bouma, Groningen                                   | Nederland  |
|    | Pampus - Gold        | 62         | Cees van Grieken, Rijnsaterwoude                         | Nederland  |
|    | Pampus - Silver      | 418        | Jan de Boer, Grouw, Tom Muller                           | Nederland  |
|    | Randmeer - Gold      | 1090       | Jaap de Vries, Gouda, Ben van der Hoorn                  | Nederland  |
|    | Randmeer - Silver    | 1020       | Fokke van der Meer, Heeg, Anno Jager, Marika Woortmeijer | Nederland  |
|    | Regenboog            | 149        | Peter Peet, Scheveningen, Mathieux Moerman, Mex Moerman  | Nederland  |
|    | Sailhorse            | 2368       | Bruno van der Heide, Leeuwarden, Dick Klasema            | Nederland  |
|    | Schakel A            | 2531       | Gijs Faber, Drachten, Robbert Evers                      | Nederland  |
|    | Schakel B            | 2527       | Erik Schootstra, Leeuwarden, Marieke Wouda               | Nederland  |
|    | Spanker              | 22         | Jim Horrevoets, Sneek, Melle Plat                        | Nederland  |
|    | Splash A             | 2447       | Marc van Horssen, Eelde                                  | Nederland  |
|    | Splash B             | 2470       | Mecheltje Fokkema, Wassenaar                             | Nederland  |
|    | Top                  | 366        | Guus van der Bles, Zuidlaren, Roel van der Bles          | Nederland  |
|    | Valk A               | 45         | Menno Huisman, Anna Paulowna, Britt Abma                 | Nederland  |
|    | Valk B               | 776        | Jacob Hofstra, Sneek, Rick Hofstra                       | Nederland  |
|    | Vaurien              | 36254      | Denny Röfekamp, Sneek, David Buitelaar                   | Nederland  |
|    | Vrijheid             | 419        | Anne Halma, Nanjing, Lieuwe Gietema                      | Zuid-Korea |
|    | Yngling              | NED356     | Team Haven/V. Arem/Karsters, Sneek                       | Nederland  |

## Koninklijk bezoek
De Hardzeildag werd in 2010 bezocht door koningin Beatrix. De vorstin bezocht de Sneekweek vanwege het 75-jarige jubileum. De koningin stond zelf aan het roer van haar schip De Groene Draeck.

## Benoemingen
Tijdens de opening van de Sneekweek, met de traditionele vlootschouw, werd de Tjerk Hiddes onthuld als Boot van het Jaar. Ko Otte werd benoemd tot Schipper in de Orde van de Sneker Pan.

## Evenementen
De opening van de Sneekweek vond plaats in De Kolk en bestond onder meer uit een vlootschouw door de grachten van Sneek. De vlootschouw werd afgesloten met een groot vuurwerk boven Sneek. In het centrum van de stad waren naast de kermis op verschillende pleinen en straten podia. Deze podia stonden op:
- Wijde Noorderhorne - Sneekweekplein
- Marktstraat - jaren 70-80-90
- Schaapmarktplein - dance
- Vismarkt - Nederlandstalig
- Kleine Kerkstraat - house

### SBS6 Sneekweekjournaal
Tijdens een dagelijkse uitzending vanuit de binnenstad en het Kolmeersland deed SBS6 verslag van de Sneekweek. De presentatie van het programma werd verzorgd door Piet Paulusma. Het programma bestond voornamelijk uit sfeerreportages.

### Crowd management
Voor het eerst werd er tijdens deze Sneekweek, in verband met overvolle straten en pleinen, in de binnenstad van Sneek met crowd management gewerkt. Hierbij kreeg de organisatie hulp van de organisatoren van de Nijmeegse Vierdaagse. Tijdens de Sneekweek 2009 was het op enkele locaties dusdanig druk, dat er mensen in de verdrukking kwamen. Hierdoor heeft de Gemeente Sneek in 2010 de volgende extra veiligheidsmaatregelen genomen:
- Meer evenementenlocaties
- Geen publiekstrekkers op piekmomenten, tijdstippen op verschillende locaties zijn met elkaar afgestemd
- Vluchtwegen zijn met borden aangegeven
- Elke evenementenlocatie heeft een kleur
- Vaste EHBO-post in de binnenstad
- Cameratoezicht
- Noodartsen op fietsen in plaats van motoren
- Terrassen worden na 22:00 deels opgeruimd
- Hoofdroutes zijn minstens 7 meter breed
- Boten in de havens mogen maximaal 5 rijen dik aanmeren[1]

## Overige
De Sneekweek Camping werd door 3.500 kampeerders gebruikt. De Sneekermeerbus voerde vanaf de camping ruim 4.000 feestgangers, over aantallen vanuit het centrum richting Sneekermeer zijn geen getallen beschikbaar.
De Politie Fryslân hield 20 personen aan, voornamelijk voor mishandeling en vernieling. Er werden 107 bekeuringen uitgeschreven, voornamelijk voor wildplassen.
1934 · 1935 · 1936 · 1937 · 1938 · 1939 · 1940 · 1941 · 1942 · 1943 · 1944 · 1945 · 1946 · 1947 · 1948 · 1949 · 1950 · 1951 · 1952 · 1953 · 1954 · 1955 · 1956 · 1957 · 1958 · 1959 · 1960 · 1961 · 1962 · 1963 · 1964 · 1965 · 1966 · 1967 · 1968 · 1969 · 1970 · 1971 · 1972 · 1973 · 1974 · 1975 · 1976 · 1977 · 1978 · 1979 · 1980 · 1981 · 1982 · 1983 · 1984 · 1985 · 1986 · 1987 · 1988 · 1989 · 1990 · 1991 · 1992 · 1993 · 1994 · 1995 · 1996 · 1997 · 1998 · 1999 · 2000 · 2001 · 2002 · 2003 · 2004 · 2005 · 2006 · 2007 · 2008 · 2009 · 2010 · 2011 · 2012 · 2013 · 2014 · 2015